# Euphorbia atrocarmesina
Euphorbia atrocarmesina är en törelväxtart som beskrevs av Leslie Larry Charles Leach. Euphorbia atrocarmesina ingår i släktet törlar, och familjen törelväxter.
Artens utbredningsområde är Angola.

## Underarter
Arten delas in i följande underarter:
- E. a. arborea
- E. a. atrocarmesina